# Stiški dvorec, Ljubljana
Stiški dvorec je najbolj prepoznavna zgradba na Starem trgu v Ljubljani.
Dvorec v zgodnjebaročnem slogu je bil zgrajen med letoma 1628 in 1630 kot mestna rezidenca opatov cisterijanskega Stiškega samostana. Sam dvorec je bil v času obstoja večkrat predelan, predvsem pročelje, ki je bilo zgrajeno šele v 18. stoletju.
Od leta 1830 pa do začetka 20. stoletja je bil dvorec sedež deželnega in okrožnih sodišč.
Danes se v stavbi nahaja Akademija za glasbo v Ljubljani.
Pred zgradbo stoji Herkulov vodnjak.